# Gare de Caudry
La gare de Caudry est une gare ferroviaire française de la ligne de Busigny à Somain, située sur le territoire de la commune de Caudry, dans le département du Nord, en région Hauts-de-France.
Elle est mise en service en 1858, par la Compagnie des chemins de fer du Nord. C'est une gare de la Société nationale des chemins de fer français (SNCF), desservie par des trains TER Hauts-de-France.

## Situation ferroviaire
Établie à 120 mètres d'altitude, la gare de Caudry est située au point kilométrique (PK) 190,703 de la ligne de Busigny à Somain, entre les gares ouvertes de Bertry et de Cattenières.

## Histoire

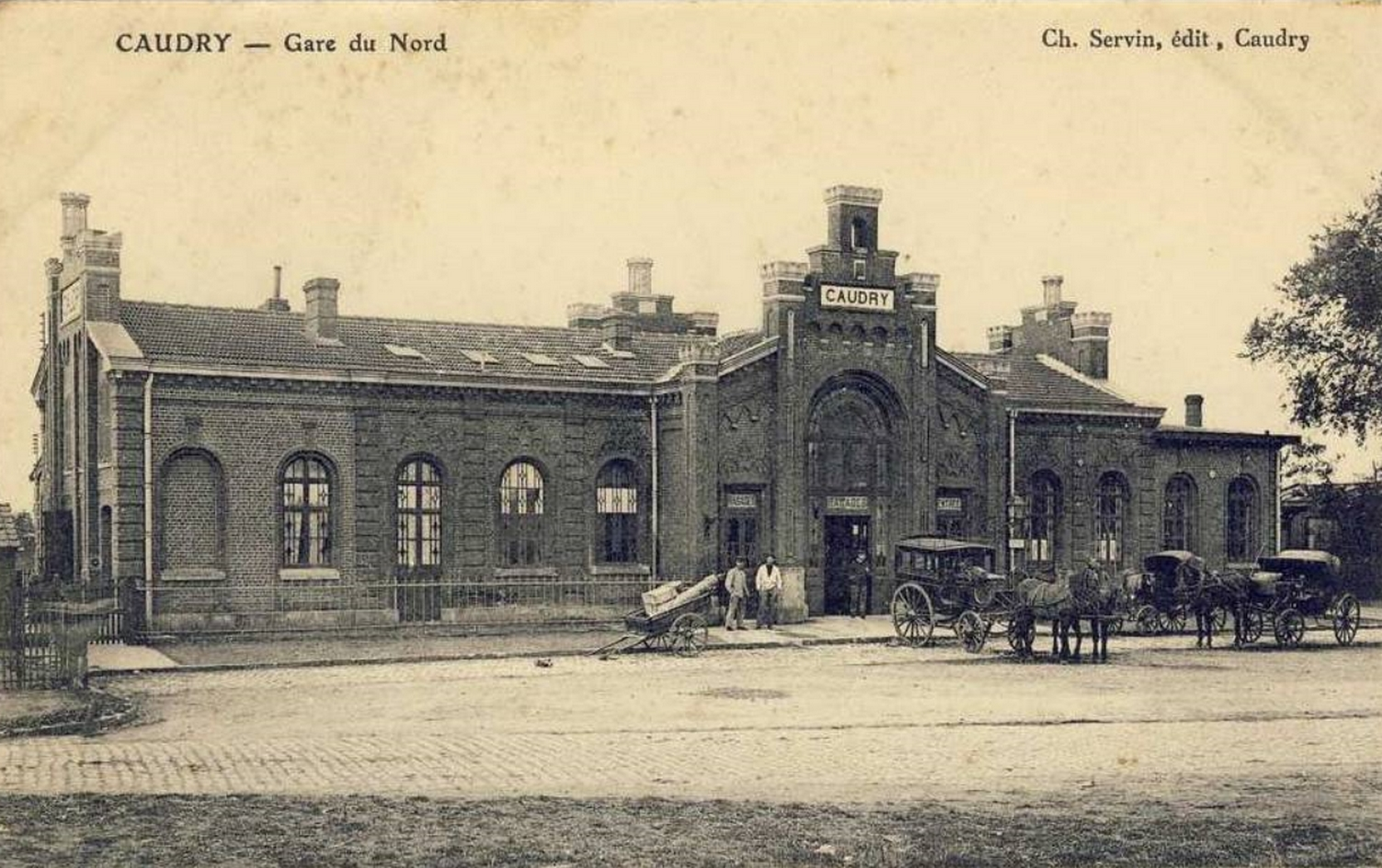
Le bâtiment voyageurs, vers 1900.

La station de Caudry est mise en service le 15 juillet 1858 par la Compagnie des chemins de fer du Nord, lorsqu'elle ouvre à l'exploitation la ligne de Busigny à Somain.
Le tableau du classement par produit des gares du département du Nord pour l'année 1862, réalisé par Eugène de Fourcy, ingénieur en chef du contrôle, place la station de Caudry au 24e rang, et au 70e pour l'ensemble du réseau du Nord, avec un total de 98 279,28 francs. Dans le détail, cela représente : 32 726,74 francs pour un total de 17 597 voyageurs transportés, la recette marchandises étant de 7 140,14 francs (grande vitesse) et de 58 412,40 francs (petite vitesse).
Au cours de la seconde moitié du XXe siècle, le bâtiment voyageurs est modernisé mais perd à cette occasion un grand nombre de ses décorations de façade. Son aspect extérieur était à l'origine très proche de celui de la gare de Bergues.
Caudry était reliée, par des lignes secondaires, à Saint-Quentin par Le Catelet, à Cambrai, à Denain par Quiévy et Saint-Aubert, et à Catillon par Le Quesnoy. Elle était l'une des gares du réseau à voie métrique de la Société des chemins de fer du Cambrésis.
En 2008, le bâtiment voyageurs et ses abords sont restaurés et réaménagés, pour un coût d'environ 540 000 euros. Au mois d'août 2011, Réseau ferré de France (RFF) ferme la ligne pendant cinq semaines, pour une première phase de travaux de modernisation ; pour Caudry, cela a consisté à rallonger ses quais.

## Service des voyageurs

### Accueil
Gare SNCF, elle dispose d'un bâtiment voyageurs, avec guichet, ouvert tous les jours. Elle est équipée d'automates pour l'achat de titres de transport.

### Desserte
Caudry est desservie par des trains TER Hauts-de-France, qui effectuent des missions entre les gares : de Saint-Quentin, ou de Busigny, et de Douai, voire de Lille-Flandres ; de Busigny et de Cambrai. Elle est également desservie par un train TER assurant un aller-retour quotidien entre Paris-Nord et Cambrai.

### Intermodalité
Un parc pour les vélos et un parking sont aménagés à ses abords. Sur la place de la Gare, on trouve des arrêts des bus urbains Caudry-Bus et des cars interurbains Cambresix.